# Carmen Herrero Ayllón
Carmen Herrero Ayllón, (Soria, 13 de septiembre de 1913 - 10 de mayo de 1997) fue una química, investigadora científica y deportista española, pionera en los estudios científicos y en el deporte de competición (estableció el récord español de lanzamiento de jabalina).

## Biografía
Carmen Herrero Ayllón, nació en Soria en el seno de una familia de profesionales con un marcado interés por la cultura, que inculcaron a sus hijos e hija el interés y la necesidad del estudio como forma de desarrollo personal. Su padre, Román Herrero de la Orden (farmacéutico clínico y Académico de Farmacia), republicano y masón, represaliado por el régimen franquista, y su madre, Vicenta Ayllón Torroba (maestra), eran originarios, él de Soria y ella de Vinuesa. La familia, tras el golpe de Estado del general Franco que acabó con la Segunda República, fue represaliada por la dictadura franquista, el padre fue encausado por el Tribunal Especial para la Represión de la Masonería y el Comunismo, sus hermanos Vicente, Enrique y Alejandro vivieron el exilio exterior e interior.
Estudió en el Instituto-Escuela, sección Retiro y se licenció en 1933 en Ciencias Químicas, siendo una de las primeras mujeres en conseguir una licenciatura en la Universidad Central de Madrid (desde 1970 denominada Universidad Complutense)   
Durante sus años de estudiante participó en asociaciones, tanto deportivas como estudiantiles, Herrero Ayllón se implicó y llegó a presentarse para formar parte de las Juntas directivas de las asociaciones que integraban la Federación Universitaria Escolar (FUE).  Pertenecía a una corriente que pensaba que las mujeres formaban parte activa de la sociedad y contribuían al cambio social que en los  primeros años del siglo XX se estaban produciendo en la sociedad española.
Con motivo de su actividad investigadora y docente durante los años de la II República fue represaliada y objeto de apertura de expediente de depuración por la dictadura franquista, expediente que concluyó sin imposición de sanción alguna.
Herrero Ayllón se casó con Ángel Vian Ortuño, compañero de facultad y químico como ella, tuvieron cinco hijos, Mariano, Carmen, Ángeles, Ana y Alejandro.
La trayectoria de Carmen Herrero Ayllón ha sido estudiada e investigada en diferentes tesis doctorales como, por ejemplo, la que se refiere al campo de la enseñanza, Mujeres y segunda enseñanza en Madrid (1931-1939); El personal docente femenino en los institutos de bachillerato de María Poveda Sanz y la que estudia el campo de la ciencia, la tesis doctoral de Carmen Magallón Portolés, Pioneras españolas en las ciencias. Las mujeres del instituto Nacional de Física y Química.

## Trayectoria

### Investigación
Carmen Herrero Ayllón empezó sus investigaciones, durante la preparación de su tesis doctoral, en el Laboratorio del Instituto Nacional de Física y Química (creado en 1932 por la Fundación Rockefeller) en la Sección de Química-Física.
El Instituto Nacional de Física y Química estaba dividido en seis secciones en las que trabajaron muchas científicas de la época, pero fue la Sección de Química-Física, dirigida por Enrique Moles Ormella, la que reunió un mayor número de mujeres: Pura Barbero Rebolledo, Adela Barnés González, Asunción Fernández Fournier, María Aragón García Suelto, Amelia Garrido Mareca, María Luisa Garayzábal Medley, Carmen Herrero Ayllón, Narcisa Martín Retortillo, Carmen Pardo García-Tapia, Carlota Rodríguez de Robles, Concepción Rof Carballo, Pilar Villán Bertrán, María Teresa Salazar Bermúdez y María Teresa Toral.
Fueron universitarias en las que se notaba la influencia en su formación de la Institución Libre de Enseñanza por haber pasado por en el Instituto-Escuela o por el Laboratorio Foster de la Residencia de Señoritas.
Entre los años 1931 y 1937, en el Instituto Nacional de Física y Química trabajaban unas 36 científicas, lo que suponía el 22%  de total del personal investigador. Según Carmen Magallón Portolés: "A principios de los años 30, la física y la química eran campos en expansión que atrajeron a las mujeres, muchas de ellas influidas por el brillante ejemplo de Madame Curie".

### Enseñanza
Además de su actividad investigadora, Carmen Herrero Ayllón ejerció como profesora de Química en el Instituto-Escuela y en el Instituto de Soria (actualmente denominado IES Antonio Machado).
En el Instituto-Escuela funcionaba un proyecto de laboratorio pedagógico de formación del profesorado en todos los campos, con el fin de trasladar la «innovación en las aulas» al resto de los centros de enseñanza.
"El plan de estudios del Instituto-Escuela incrementó el número de horas lectivas en todas las materias (en particular, en las ciencias experimentales y en los idiomas), combinó los aprendizajes en el aula con las prácticas en los laboratorios, atendió a la formación estética y musical, fomentó el uso de la biblioteca y prestó una mayor atención a la práctica del deporte." Carmen Herrero Ayllón se formó y participó en este proyecto, y contribuyó a desarrollarlo en la enseñanza de la Química, aplicando los métodos científicos que estimulan el espíritu crítico.  

### Deporte
En la práctica del deporte, en una época que no era habitual en las mujeres, tuvo una influencia especial la familia y la educación del Instituto Escuela, que consideraba la educación física importante para el desarrollo de la autonomía personal. Carmen Herrero Ayllón fue una de las integrantes de la Sección Femenina de la agrupación deportiva Sociedad Atlética Madrileña donde entrenaba y en cuyo club competía. 
En 1930 estableció el récord español femenino de lanzamiento de jabalina, con 26 metros 44 centímetros, superando a su compañera Margot Moles.

### Misiones Pedagógicas
Carmen Herrero Ayllón formó parte del  programa de difusión popular de la cultura creado durante la II República y conocido como Misiones Pedagógicas (1931-1936), en la actividad de Teatro y Coro. Herrero Ayllón participó en representaciones teatrales como La Égloga Pastoral de Juan del Encina, compartiendo escenario con Ángeles Campos, Rosario Somolinos, Carmen Caamaño, Mercedes Ontañón y Concha Bárez.